# Стримон (митология)
Стримон (на тракийски: Strymón, на старогръцки: Στρυμόνας, Στρυμών, Strymónas) е в тракийската и древногръцката митология речен бог и тракийски цар в Тракия.
Неговото име носи река Стримон (Струма). Син е на Океан и Тетида.
Женен е за музата на музиката Евтерпа или Калиопа. Баща е на Бранга, Рез, Олинт, Родопа, Иас, Тирин и вероятно и на Форбант. В Троянската война загубва сина си Рез.
С любимата си Нера има дъщеря Евадна, която става съпруга на цар Аргос и майка на Екбас, Пирант, Епидавър и Криас.